# Bahnhof Tulln Stadt
Der Bahnhof Tulln Stadt ist ein Abzweigbahnhof in der Gemeinde Tulln an der Donau im Bezirk Tulln. Der Bahnhof befindet sich im Herzen der Bezirkshauptstadt und an der Tullnerfelderbahn, unweit des Tullner Hauptbahnhofes, an der Franz-Josefs-Bahn. Im Bahnhof zweigt die Tullner Westschleife ab, welche einen Zugang zur Franz-Josefs-Bahn ohne Stürzen am Bahnhof Tulln anbietet. Die Station wird von Zügen der Schnellbahnlinien 4 und 40 der Wiener S-Bahn angefahren.

## Geschichte
Der Bahnhof wurde 1923 eröffnet, die Tullnerfelder Bahn bereits im Jahr 1885. Die Elektrifizierung erfolgte im Jahr 1981. Im Jahre 2010 wurde die Haltestelle modernisiert und mit einer zweiten Bahnsteigkante ausgestattet. Die besagte Tullner Westschleife wurde zeitgleich errichtet. Da jedoch die Bauarbeiten an der Tullnerfelder Bahn bis 2013 andauerten (im Zuge der Neubaustrecke der Westbahn) und so wenig bis gar keine Züge fuhren, wurde der Tullner Stadtbahnhof in der Zeit oft als Geisterbahnhof betitelt.

## Verbindungen
Der Bahnhof Tulln Stadt wird von Schnellbahnzügen bedient. Im dreißigminütigen Takt kann man von früh bis spät in Richtung Wien FJB gelangen, der Bahnhof Tullnerfeld bzw. in weiterer Folge St. Pölten Hauptbahnhof sind außerhalb der Stoßzeiten stündlich mit der S-Bahn erreichbar.
| S4  | Wiener Neustadt Hbf – Baden – Wien Meidling – Wien Matzleinsdorfer Platz – Wien Hauptbahnhof 1-2 – Wien Quartier Belvedere – Wien Rennweg – Wien Mitte – Wien Praterstern – Wien Traisengasse – Wien Handelskai – Wien Floridsdorf – Stockerau – Absdorf-Hippersdorf (– Tulln Stadt – Tullnerfeld) \|\| ≈60 \|\| nur zur Hauptverkehrszeit im Stundentakt |
| S40 | Wien Franz-Josefs-Bahnhof – Wien Spittelau – Wien Heiligenstadt – Klosterneuburg-Kierling – Tulln – Tullnerfeld – Herzogenburg – St. Pölten Hbf \|\| ≈30/≈60 \|\| alle 30 min bis Wien FJBf, nach St. Pölten alle 60 min |